# Hutt
Gli hutt sono una specie aliena immaginaria dell'universo di Guerre stellari. Sono comparsi in La minaccia fantasma, Una nuova speranza e Il ritorno dello Jedi, anche se solo nel primo episodio dei film vengono visti altri hutt oltre a Jabba. George Lucas li ha rappresentati nei film come avidi e con pochi scrupoli, spesso coinvolti in attività criminali. La loro lingua nativa, l'huttese, è una lingua franca della criminalità organizzata della galassia.

## Fisiologia
Gli hutt sono in genere considerati gasteropodi a causa della loro forma di locomozione, spostandosi sulla coda. Possiedono due braccia e una larga bocca per mangiare il cibo. La loro pelle è estremamente spessa, capace di resistere a colpi di folgoratore, e possiedono multipli organi interni.
Jabba the Hutt si differenzia dalla maggior parte degli hutt in quanto è affascinato da femmine umanoidi e bipedi. Jabba aveva un buon numero di schiave al suo servizio, principalmente di specie twi'lek. Una delle sue schiave fu la principessa Leila Organa (la scena è vista nell'Episodio VI della saga), e fu proprio lei a uccidere Jabba (strangolandolo con una catena). Gli hutt non sono commestibili in quanto neppure il sarlacc può digerirli. Un hutt infante viene chiamato "huttlet" e quando nasce è grande quanto un'arancia, vivendo nella sacca del genitore per decenni prima di svilupparsi completamente. Gli hutt hanno una aspettativa di vita intorno ai mille anni. Gli hutt adolescenti diventano adulti intorno all'età di cento anni.

## Società
Nal Hutta è governato dal Clan degli Antichi, formato dai più vecchi clan sul pianeta. Molti hutt lasciano la loro casa per formare i "kajidic" (imperi criminali) sotto il controllo del clan. Gli hutt considerano la famiglia come un bene prezioso, eccetto quando si rivela l'occasione per diventare il capo clan. Gli hutt uccidono membri della propria specie per il potere e per diventare capi influenti dei clan.
Se un non-hutt uccide un hutt in genere l'assassino viene bollato con una taglia o "segno di morte". Luke Skywalker, Ian Solo e Leila Organa furono i bollati più famosi in quanto contribuirono alla morte di Jabba the Hutt, e la taglia su di loro rimase per circa dieci anni, prima di venire revocata da Durga the Hutt durante l'incidente della spada laser oscura. La taglia venne istituita di nuovo dopo la morte di Durga.
Gli hutt di solito non rivelano il proprio nome di famiglia ai non hutt e pochi hutt sono dunque conosciuti con il loro nome intero. I due clan maggiori sono i Desilijic, al quale Jabba the Hutt appartiene (il suo nome completo è infatti Jabba Desilijic Tiure), e i Besadii, il clan più potente prima della morte di Durga the Hutt. Prima delle guerre dei cloni era comandato da Gardulla Besadii detta l'Anziana, rivale di Jabba per il possesso di Tatooine.

## Lingua

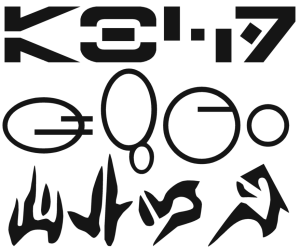
Le lettere A, B, C e D nelle lingue aurebesh, naboo ed huttese.

La lingua nativa degli hutt è l'huttese, una lingua artificiale artistica inventata e sviluppata da Ben Burtt e Larry Ward. L'huttese è anche parlato da molte razze aliene, specialmente su Tatooine, e, a causa dei vasti imperi criminali degli hutt, anche da buona parte della malavita galattica.
I personaggi che parlano huttese nei film sono: Padmé Amidala, C-3PO, Bib Fortuna, Jabba the Hutt, Anakin Skywalker, Luke Skywalker, Ian Solo e Watto.

## Hutt noti
- Aarrba the Hutt
- Beldorian the Hutt
- Durga the Hutt (sorella di Jabba)
- Gardulla the Hutt (zia di Jabba)
- Gorga the Hutt (nipote di Jabba)
- Grubba the Hutt
- Kossak the Hutt
- Jabba the Hutt
- Mama the Hutt
- Vogga the Hutt
- Rotta the Hutt (figlio di Jabba)
- Ziro the Hutt (zio di Jabba)
- Zorba the Hutt (padre di Jabba)
- "I Gemelli" (cugini di Jabba, nomi non ancora noti)

## Universo espanso
Gli hutt compaiono anche in diversi prodotti dell'Universo espanso, come nella serie di videogiochi Star Wars: Knights of the Old Republic.
Nell'Universo espanso gli hutt si sono originati su un pianeta coperto di foreste chiamato Varl, in un sistema stellare costituito da due stelle binarie, Evona e Ardos. Le due stelle erano adorate come dei, e secondo una leggenda degli hutt, Evona venne assorbita da un buco nero, e Ardos collassò su sé stessa per il dolore della perdita della sua consorte. Siccome gli hutt sopravvissero alla distruzione dei loro dei, cominciarono a credere di essere diventati divinità essi stessi, generando una cultura egocentrica. Gli scienziati credono che gli hutt abbiano distrutto il loro mondo natale in una guerra civile.
Dopo la devastazione di Varl, gli hutt migrarono su un pianeta chiamato Evocar, installando un sistema di affari che coinvolse pesantemente i pacifici nativi. Gli hutt diedero al pianeta il nome Nal Hutta — "gioiello glorioso" in huttese. Nal Hutta diventò quindi la capitale dello Spazio Hutt, l'impero della specie. La luna del pianeta, Nar Shaddaa, venne conosciuta principalmente per il grande traffico di criminalità.
Prima della formazione della Repubblica Galattica, gli hutt furono la specie dominante della galassia, anche se non costruirono mai un impero vasto, concentrandosi principalmente su rotte economiche e imperi commerciali. Kossak fu un famoso hutt che sconfisse Xim il Despota durante la terza battaglia di Vontor, come indicato in Galaxy Guide 12: Aliens: Enemies and Allies e La trilogia di Ian Solo.
Gli hutt sono ermafroditi, portando caratteristiche sessuali sia maschili che femminili ed entrambi gli organi riproduttivi. In genere gli hutt vengono considerati maschi, ma in certi casi alcuni si riconoscono come femmine. Non si sa se questo avvenga per ragioni genetiche o per scelta personale.
Gli hutt possiedono una rara capacità di resistere ai poteri della Forza comune a poche altre specie, anche se non ne sono completamente immuni (in Star Wars: Knights of the Old Republic si può vedere una scena in cui Bastila Shan usa la Forza riuscendo a manipolare un hutt). Gli hutt sono tuttavia connessi con la Forza e alcuni di essi (come Beldorian) sono stati Jedi. In più, gli hutt hanno la capacità di vedere la luce ultravioletta.